# شرکت‌های انفورماتیک
شرکت‌های انفورماتیک، سازمان‌هایی هستند که در زمینه فناوری اطلاعات (IT) و ارتباطات فعالیت می‌کنند و خدمات و محصولات متنوعی را در حوزه‌های نرم‌افزار، سخت‌افزار، شبکه، امنیت اطلاعات، هوش مصنوعی و تحلیل داده ارائه می‌دهند. این شرکت‌ها می‌توانند به‌عنوان تأمین‌کنندگان راهکارهای فناوری برای سازمان‌های دولتی، شرکت‌های خصوصی، استارتاپ‌ها و افراد حقیقی عمل کنند.